# Georg von Rukavina

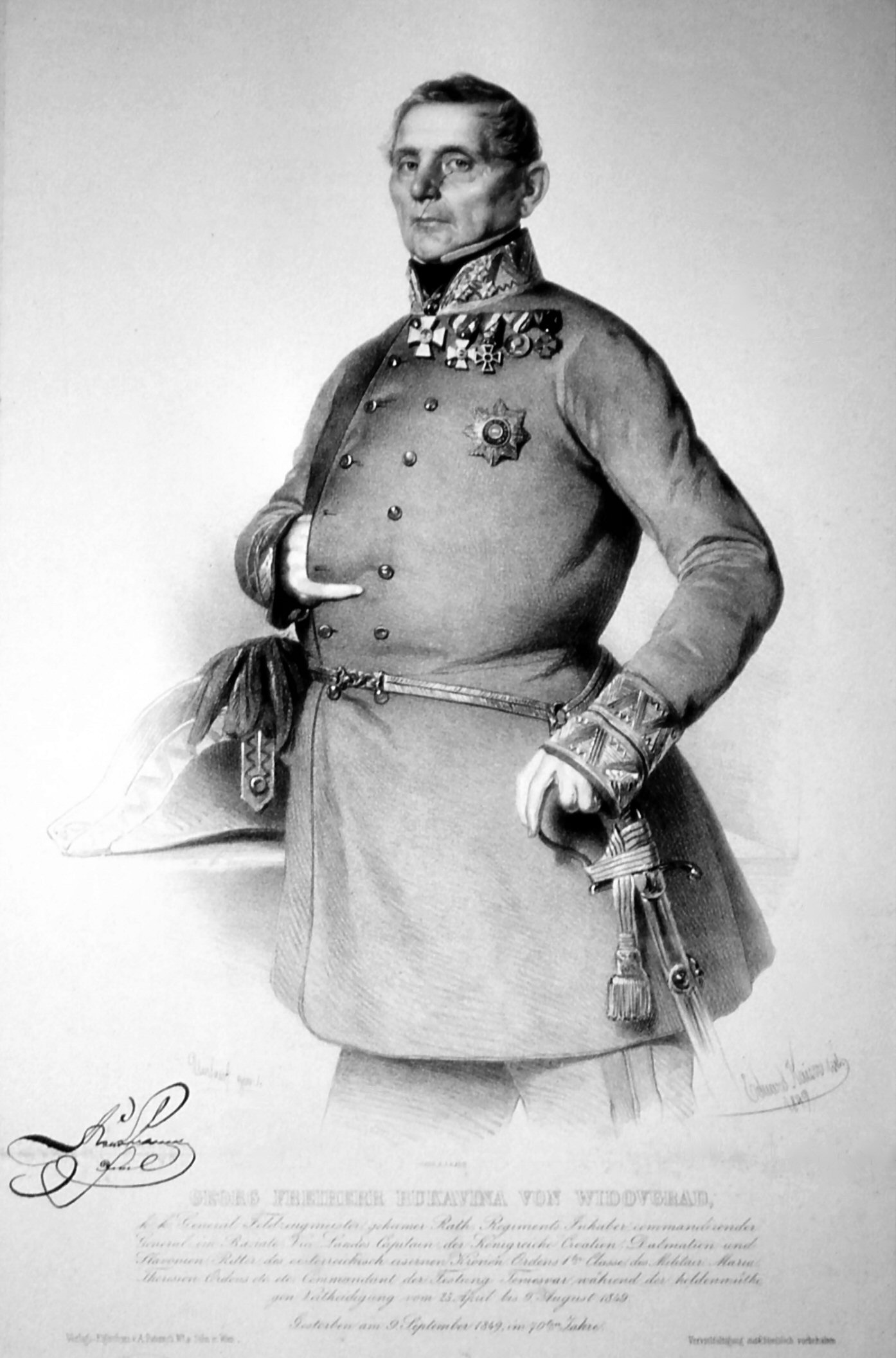
Georg Freiherr Rukavina von Vidovgrad, Lithographie von Eduard Kaiser. 1849

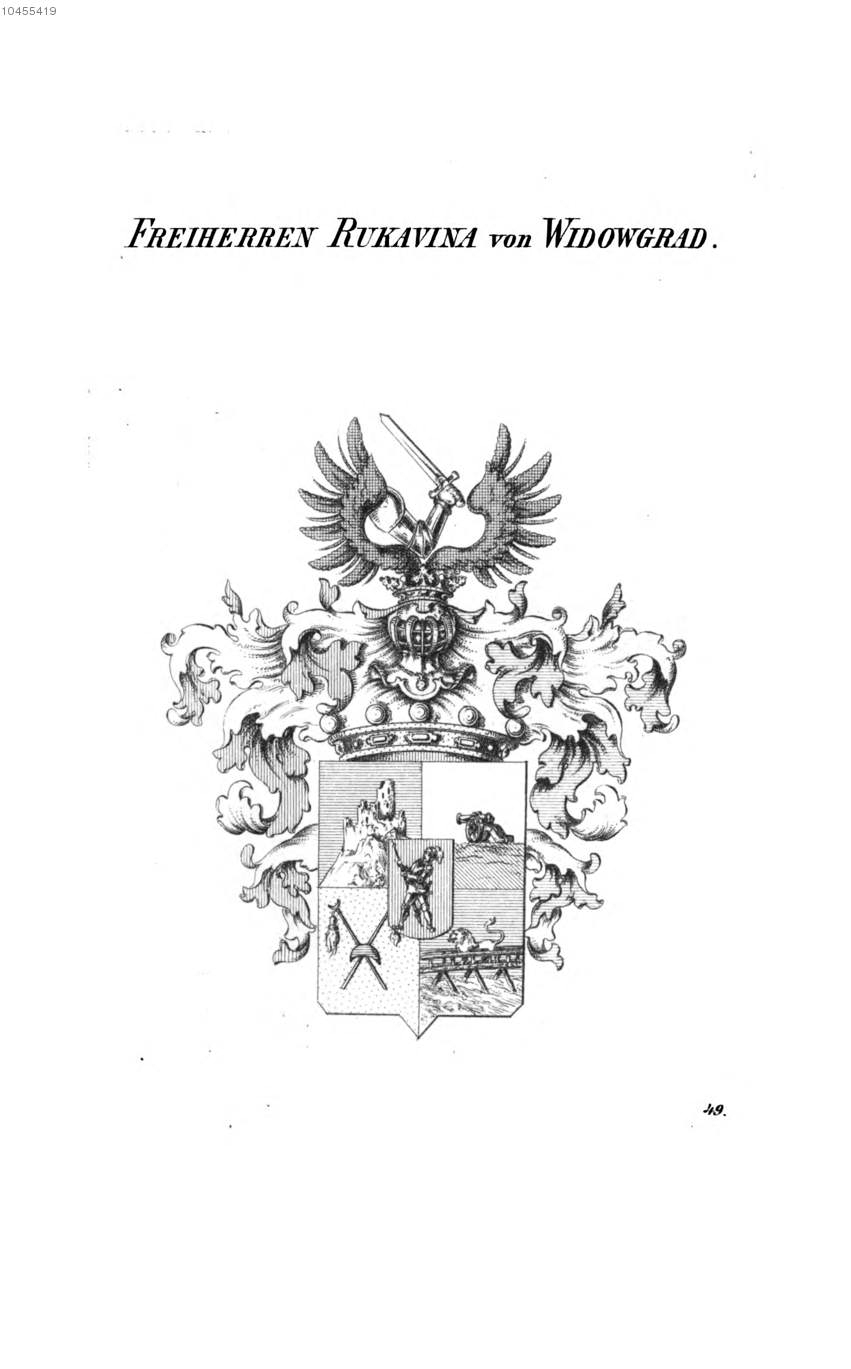
Wappen der Freiherren von Vidovgrad

Georg Freiherr Rukavina von Vidovgrad, kroatisch Juraj barun Rukavina Vidovgradski, (* 21. März 1777 in Ternovacz, Kroatien, heute ein Stadtteil von Gospić; † 9. September 1849 in Temeschwar) war ein kroatischer Adliger und altösterreichischer Feldzeugmeister.

## Familie
Georg Freiherr Rukavina von Vidovgrad entstammte einer alten Familie, die in der Gegend von Mostar über bedeutenden Grundbesitz verfügte. Nach der Eroberung ihrer Heimat durch die Osmanen siedelte die Familie in die kroatische Region Lika um. Bereits Georgs Vater Dominik Rukavina war Soldat der österreichischen Armee, er war Teilnehmer mehrerer Kriege, mit der Ehren-Denkmünze für Tapferkeit ausgezeichnet worden, und wurde im Jahr 1800 als Oberleutnant in den Adelsstand erhoben.
Am 27. Dezember 1810 heiratete Georg Rukavina Cäcilie Wohlgemuth von Greiffenthal und Dobrolovich. Aus der Ehe gingen zwei Kinder hervor, der Sohn Alfred (* 29. Dezember 1812; † 29. August 1851), und die Tochter Maria (* 2. Juni 1815) verheiratet mit dem Generalmajor Joseph von Schurtter.

## Militärische Laufbahn

### Kadett und Unteroffizier
Georg besuchte zunächst die Militärschule in Gospić. Anschließend trat er als Fourier in den österreichischen Militärdienst ein und diente ab 1793 als Kadett im Oguliner Grenzregiment. Am 16. Juli 1795 war er am Sturm auf San Giacomo (Republik Genua) beteiligt. Er wurde für seinen Einsatz bereits mit 18 Jahren mit der Goldenen Ehren-Denkmünze für Tapferkeit ausgezeichnet und am 1. September 1795 zum Fähnrich befördert. Am 6. November 1796 übernahm er beim Sturm auf Caliano in Südtirol nach Ausfall aller Offiziere seiner Einheit das Kommando, durchbrach mit seinen Soldaten die feindlichen Linien und machte 200 Gefangene.

### Offizier
Es folgten 1797 und im Abstand von zwei Jahren Beförderungen zum Leutnant, Oberleutnant und Kapitänleutnant, und 1810 zum Hauptmann. In den Kriegen gegen Napoleon zeichnete er sich durch besondere Tapferkeit aus. 1809 kämpfte er am 16. April bei Landshut und am 21. und 22. Mai in der Schlacht bei Aspern. Dabei erlitt er eine schwere Verwundung. Im folgenden Jahr wurde Rukavina zum Major befördert. Am 10. März 1814 besiegte er, gerade zum Oberstleutnant befördert, bei Mantua mit nur drei Kompanien einen zahlenmäßig deutlich überlegenen Feind. 1818 wurde er zum Oberst befördert und erhielt das Kommando über das Oguliner 3. Grenzregiment, mit dem ausdrücklichen Auftrag des Kaisers, das „etwas verwahrloste“ Regiment in Ordnung zu bringen. 1824 wurde Rukavina in den ungarischen Adelsstand erhoben.

### General
Am 20. August 1829 wurde Rukavina zum Generalmajor befördert. Im Juni 1835 schlug er bei Zettin ein Heer von 12.000 Bosniern vernichtend, dafür verlieh ihm der Kaiser das Ritterkreuz des Leopold-Ordens. Am 29. Februar 1836 wurde er Feldmarschall-Leutnant, Kommandeur des 61. Infanterie-Regiments und Divisionär in der Festung Petrovaradin. 1840 wurde Georg Rukavina zum Freiherrn von Vidovgrad erhoben. Ab 1844 war er Kommandant der Festung Temeschwar. Bereits ab April 1848 ergingen verschiedene Anordnungen der ungarischen Regierung, die auf eine Schwächung der Verteidigungsanlagen der Festung hinausliefen. Im Oktober 1848 wurde Rukavina von Vidovgrad von der ungarischen Regierung befohlen, das Kommando über die Festung an General Haller zu übergeben und in den Ruhestand zu treten. Von Rukavina weigerte sich und erklärte, dass er „nur seinem Kaiser allein in dieser Beziehung Folge leisten“ werde.
Statt dem Befehl nachzukommen, bereitete er die Festung auf eine Belagerung vor und hielt sie vom 23. April bis zur Entsatzschlacht bei Temesvar am  9. August 1849 gegen die ungarischen Revolutionstruppen. Noch am Abend der Befreiung wurde er von General Haynau mit dem zwischenzeitlich verliehenen Militär-Maria-Theresien-Orden und dem Russischen Orden des Heiligen Georg ausgezeichnet. In Würdigung seiner militärischen Leistungen wurde er am 21. August 1849 zum Feldzeugmeister ernannt und wenige Tage vor seinem Tod mit dem Ritterkreuz I. Klasse des Ordens der Eisernen Krone ausgezeichnet. Georg Freiherr Rukavina von Vidovgrad starb am 9. September 1849 an der Cholera.

## Auszeichnungen

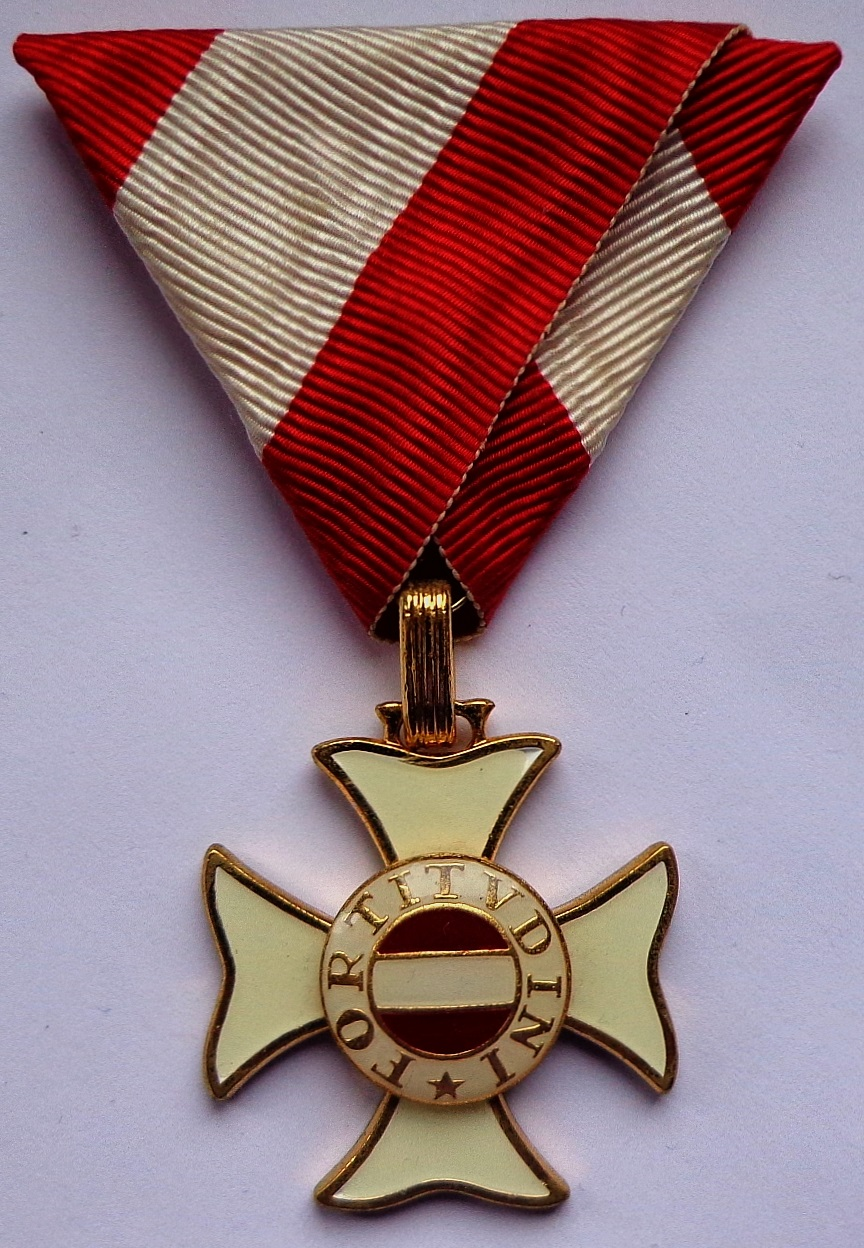
Ritterkreuz des Militär-Maria-Theresien-Ordens

- Goldene Ehren-Denkmünze für Tapferkeit (1795)[5]
- Ritter des Österreichisch-kaiserlichen Leopold-Ordens (1835)[1]
- Ritter des Militär-Maria-Theresien-Ordens (29. Juli 1849)[10][12]
- Geheimer Rat (1849)[10]
- Ritter vom Russischen Orden des Heiligen Georg (1849)[8]
- Ritter I. Klasse vom Orden der Eisernen Krone (1849)[4]